# See You on the Other Side (singolo Ozzy Osbourne)
See You on the Other Side è il secondo singolo estratto dal settimo disco del cantante britannico Ozzy Osbourne, Ozzmosis, pubblicato nel gennaio 1996.
Per la canzone, diversa rispetto alle altre tracce del disco che mantengono un sound più metal, venne diretto anche un video musicale, che mostra Osbourne cantare il brano su degli sfondi in bianco e nero.

## Formazione
- Ozzy Osbourne – voce
- Zakk Wylde – chitarra
- Geezer Butler – basso
- Deen Castronovo – batteria
- Rick Wakeman – tastiere